# Lūkass Vapne
Lūkass Vapne (* 31. August 2003 in Riga) ist ein lettischer Fußballspieler, der beim heimischen FK Metta unter Vertrag steht und momentan nach Norwegen an Sogndal Fotball verliehen ist.

## Karriere

### Verein
Lūkass Vapne begann seine Karriere in den Jugendmannschaften des FK Metta aus seiner Geburtsstadt Riga. Am 16. Juni 2020 debütierte er für die erste Mannschaft in der Virslīga gegen den FK Spartaks Jūrmala als er für Rihards Ozoliņš eingewechselt wurde. Bis zum Ende der Saison absolvierte er 16 weitere Spiele. Im Januar 2021 unterschrieb er seinen ersten Profivertrag.  In seiner zweiten Spielzeit in der höchsten lettischen Spielklasse sammelte der Mittelfeldspieler 7 Tore und 7 Assists in 26 Spielen. Er war damit hinter Yunusa Muritala zweitbester Torjäger seiner Mannschaft. In der folgenden Spielzeit kam er auf 19 Spiele und zwei Tore für Metta und wurde ab der zweiten Hälfte der Saison an den Valmiera FC verliehen. Für den Verein aus dem Norden Lettlands traf Vapne in zehn Partien dreimal, darunter ausgerechnet gegen Metta doppelt. Mit Valmiera konnte er am Ende der Saison den Meistertitel feiern. Nach seiner Rückkehr zu Metta absolvierte Vapne 2023 35 von 36 möglichen Ligaspielen und erzielte drei Tore. Im Januar 2024 wurde Vapne erneut nach Valmiera verliehen und erzielte in der folgenden Spielzeit in 35 Ligaspielen zehn Treffer. Nach seiner Rückkehr Anfang 2025 wurde er kurze Zeit später an den norwegischen Zweitligisten Sogndal Fotball ausgeliehen.

### Nationalmannschaft
Lūkass Vapne debütierte im August 2019 in der lettischen U-17-Nationalmannschaft gegen die Ukraine. Bei der 1:2-Niederlage erzielte er zugleich sein erstes Tor für Lettland. Bis zum Jahresende absolvierte er sieben weitere Spiele ohne ein weiteres Tor erzielen zu können. Im Jahr 2021 absolvierte er drei Spiele für die U-19. Im März 2022 gab er sein Debüt in der U-21 gegen Deutschland. In seinem sechsten Spiel in dieser Altersklasse, gelang ihm im November 2022 gegen Estland sein erstes Tor. Im Oktober 2023 traf er in zwei aufeinander folgenden Spielen gegen Irland und die Türkei. Im Juni 2024 debütierte Vapne in der A-Nationalmannschaft während des Baltic Cup gegen Litauen (0:2).

## Erfolge
- Lettischer Meister: 2022

## Sonstiges
Sein Vater Marsels Vapne (* 1981) war ebenfalls Fußballspieler und beim FK Auda sowie FK Metta aktiv.